# Thesium affine
Thesium affine är en sandelträdsväxtart som beskrevs av Rudolf Schlechter. Thesium affine ingår i släktet spindelörter, och familjen sandelträdsväxter. Inga underarter finns listade i Catalogue of Life.